# Ландышевая дубрава
Ландышевая дубрава — ботанический заказник местного значения. Находится в Бахмутском районе Донецкой области между селом Дроновка и посёлком Рудник. Статус заказника присвоен решением областного совета н.д. от 25 марта 1995 года. Площадь — 5 га. Флористический состав насчитывает 130 видов растений. Произрастает ряд ценных лекарственных растений — ландыш майский, бузина черная, чистотел большой, крапива двудомная.